# Fuente del Genio Catalán
El monumento al Marqués de Campo Sagrado, conocido como fuente del Genio Catalán, es una fuente monumental de estilo neoclásico, con esculturas, situada en la plaza del Palau de Barcelona. Está dedicada a la memoria de Francisco Bernaldo de Quirós y Mariño de Lobera (1763-1837), Marqués de Campo Sagrado, por haber traído a la ciudad en 1826 las aguas de la sierra de Moncada, cuando era Capitán General de Cataluña.

## Historia y descripción

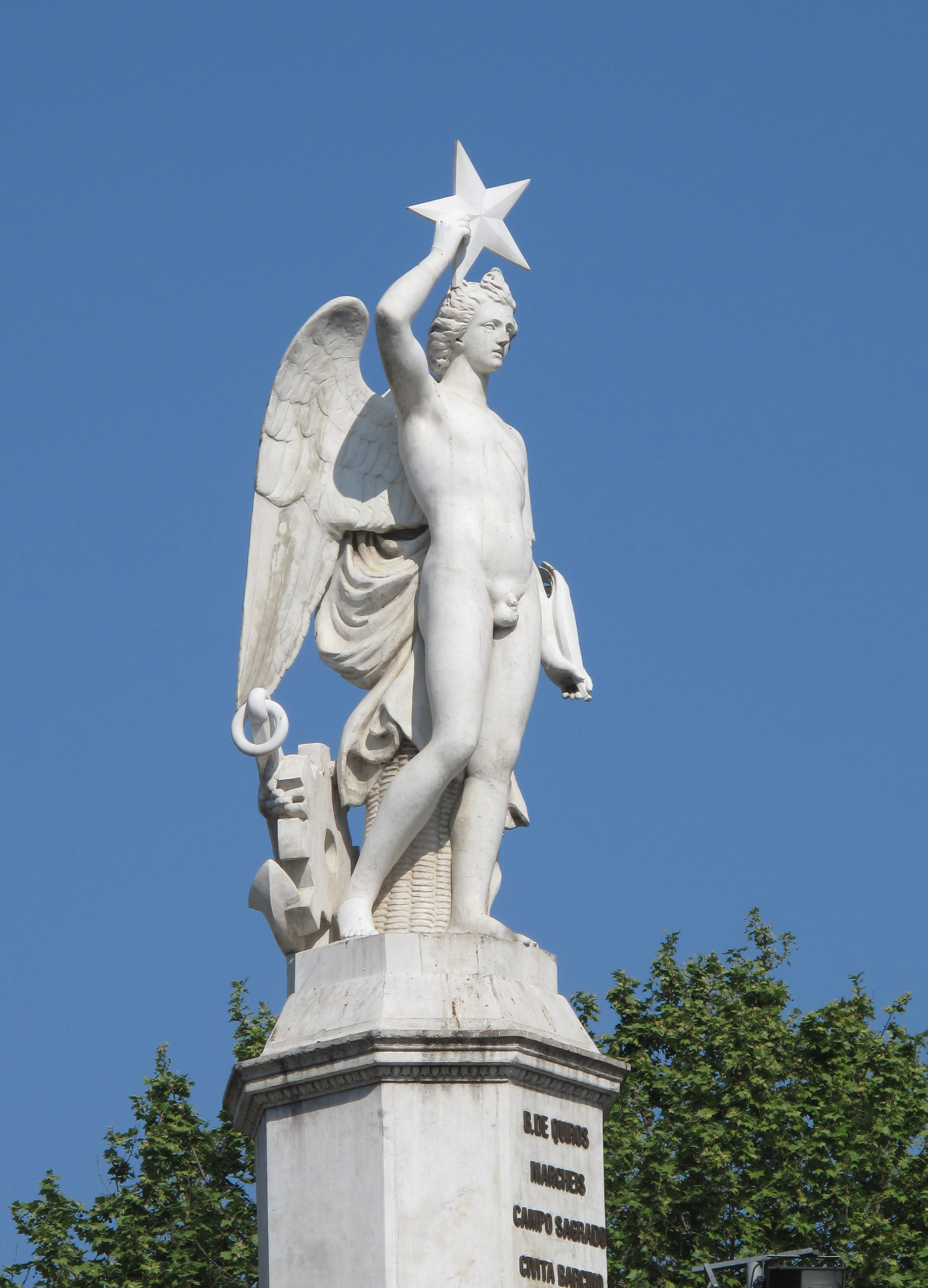
Detalle de la estatua.

El Ayuntamiento decidió erigirle un monumento el 13 de julio de 1852, y encargó el proyecto al arquitecto Francisco Daniel Molina. Ese mismo año se inició la construcción de la fuente y fue inaugurada el 1.º de junio de 1856. Las esculturas son de los hermanos Baratta y de Josep Anicet Santigosa.
Realizada en mármol blanco, consiste en un alto pedestal coronado por la estatua de un efebo alado que sostiene sobre su cabeza la estrella del Progreso. En la mano izquierda lleva una palma de victoria, y a la zaga trae un ancla y una rueda dentada como atributos de la Técnica. Sobre los estribos del basamento, cuatro matronas sedentes representan a las provincias catalanas. Y alternando con ellas, unas cascadas que brotan de cabezas de león —simbolizando los ríos Ebro, Segre, Llobregat y Ter— se vierten sobre cuatro pilas, que a su vez desaguan sobre el pilón por otras gárgolas menores. El frente del pedestal ostenta, bajo la inscripción, un escudo timbrado de corona y rodeado de ramos de laurel con las armas de Quirós y, en orla, el lema «Después de Dios la casa de Quirós». Por la superficie del estanque, sobrenadan otros cuatro genios montando caballos de mar.

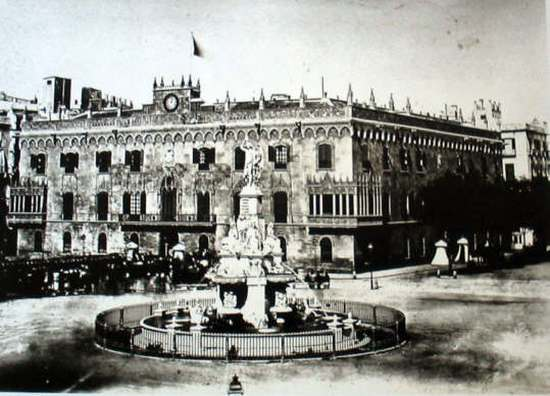
La fuente del Genio Catalán hacia 1870, al fondo el Palacio del Virrey.

Originalmente, tenía instalación de luces de gas. Durante el siglo XX sufrió varias restauraciones. La más importante, tras la Guerra Civil, fue obra de Frederic Marès.